# Botifarra (Kartenspiel)
Botifarra ist ein einfaches Kartenspiel, das in Spanien und dort vor allem in Katalonien gespielt wird. Die nach Mexiko exportierte Variante wird dort als Malilla bezeichnet.
Das Spiel ist dem l’Hombre ähnlich. Bei diesem noch älteren Spiel wird die zweithöchste Trumpfkarte als Manilla bezeichnet, wobei zweifelsfrei ein Zusammenhang zwischen der Bezeichnung dieser Trumpfkarte beim l’Hombre und dem gleich bezeichneten Spiel besteht. Beim Spiel Botifarra selbst wird die höchste Trumpfkarte, nämlich die Neun, als solche bezeichnet.

## Spielregeln
Die Botifarra wird von vier Spielern mit 48 Karten mit traditionellem spanischen Blatt gespielt. Die gegenübersitzenden Spieler bilden eine Partei. 
Die Rangfolge der Karten ist folgende:
- Manille (Neun) – 5 Punkte
- As – 4 Punkte
- König – 3 Punkte
- Dame – 2 Punkte
- Bube – 1 Punkt
- Acht
- Sieben
- Sechs
- Fünf
- Vier
- Drei
- Zwei

Jeder Spieler bekommt zwölf Karten. Der Kartengeber sucht eine Trumpffarbe aus oder entscheidet sich für Botifarra, das Fehlen einer Trumpffarbe. Kann er keine Wahl treffen, überlässt er sie seinem ihm gegenübersitzenden Partner. Bei jedem Stich muss der Farbe der ersten im Stich gespielten Karte gefolgt werden (Farbzwang). Wenn ein Spieler diese Farbe nicht hat, muss er Trumpf spielen (Trumpfzwang), soweit die gegnerische Mannschaft bis dahin den Stich an sich zöge, notfalls eine beliebige Karte. Dieser Trumpfzwang ist folglich nicht sehr streng, hat der Partner ohnehin schon die höchste Karte gelegt, besteht er nicht und es muss auch kein kleiner Trumpf gespielt werden, wenn schon ein größerer im (Fehlfarben-)Stich ist. Der Spieler, der die stärkste Trumpfkarte oder stärkste Karte in der angespielten Farbe gespielt hat, gewinnt den Stich und fängt den nächsten Stich an. Am Ende einer Spielrunde werden die Punkte von jedem Spielerpaar zusammengezählt. Häufig wird zusätzlich ein Punkt für jeden gewonnenen Stich gezählt, so dass insgesamt 72 Punkte erzielt werden können.

## Abrechnung
Da insgesamt 72 Punkte erzielt werden können, zählt man der Einfachheit halber nur die Punkte der Siegerpartei. Jeder Punkt, der 36 übersteigt, wird notiert. Es werden so viele Runden gespielt, bis eine Partei eine vorher festgelegte Punktzahl erreicht.